# Рапид (фотографическая кассета)
Рапи́д (нем. Agfa Rapid) — система ускоренной зарядки 35-мм перфорированной фотокиноплёнки в малоформатные и полуформатные фотоаппараты с помощью кассет оригинальной конструкции с таким же названием. Во время съёмки плёнка перематывается из одной кассеты в другую, не требуя последующей обратной перемотки.
В сравнении с фотоаппаратами, использующими такую же 35-мм плёнку в стандартных кассетах система «Рапид» широкого распространения не получила.

## Agfa Rapid

### История
В 1963 году фирма Kodak (США) разработала 35-мм фотоплёнку «тип 126» в одноразовых картриджах и фотоаппараты серии Instamatic для неё. Новые камеры, в отличие от фотоаппаратов, рассчитанных на кассету «тип 135», отличались упрощённой зарядкой, доступной для массового фотолюбителя. Фотоаппараты Instamatic имели популярность вплоть до 1990-х годов. Кассета «тип 126» была защищена несколькими патентами, в 1964 году западногерманская фирма Agfa разработала собственную систему быстрой зарядки фотоплёнки, использующую две одинаковые кассеты.

### Описание
Кассета типа «Рапид» снабжена единственной флокированной щелью, предназначенной для прохода фотоплёнки. В металлической или пластмассовой кассете «Рапид» находится не более 60 см. перфорированной 35-мм фотокиноплёнки. В кассете находится центрирующий сердечник и две направляющие спиральные пружины.
Размер кадра 24×36 мм, 18×24 мм (полуформатные фотоаппараты), встречались модели с квадратным кадром 24×24 мм.
Конец фотоплёнки подрезается по шаблону, укладывается в фильмовый канал и зубчатым валиком за перфорацию транспортируется в пустую однотипную кассету. Теоретически заправка в пустую кассету должна происходить самостоятельно, однако желателен ручной ввод конца плёнки в щель кассеты.
После окончания съёмки приёмная кассета с отснятой фотоплёнкой вытаскивается, на её место ставится пустая подающая, в аппарат вставляется новая заряженная кассета. Обратная перемотка плёнки не нужна. Кассеты «Рапид» иностранного производства снабжались Т-образным выступом, предназначенным для автоматического ввода в экспонометр фотоаппарата значения светочувствительности заряженной плёнки. В СССР аппаратура этого стандарта системой автоматического ввода не оснащалась.
Фотоаппараты при продаже комплектовались пустой кассетой.
Чтобы не перепутать и повторно не экспонировать уже отснятую фотоплёнку, на конце отснятого фильма делались наклейки и метки (например, отверстия образовывали слово «снято»).

### Сравнение с системой Instamatic

#### Различия
Система Instamatic проще в обращении, картридж защищён от неправильной эксплуатации, его было можно в любой момент извлечь и заменить на другой (например, цветную фотоплёнку на чёрно-белую).
У камер «Инстаматик» проще перемотка плёнки (за рулон), в большинстве малоформатных фотоаппаратов плёнка перематывается зубчатым валиком за перфорацию, которая на морозе может порваться; проще механизм счётчика кадров, в малоформатных камерах зубчатый валик должен отсчитать 8 перфоративных отверстий (при размере кадра 24×36 мм), в «Инстаматике» достаточно одного отверстия, в которое входил штырь, блокирующий транспортировку плёнки; количество отснятых кадров определялось визуально, по надписям на ракорде.
В камерах Instamatic отсутствовал прижимной столик, выравнивающий плёнку в кадровом окне (входил в конструкцию картриджа).
В кассеты «Рапид» мог заряжаться только короткий отрезок фотоплёнки, получалось всего 12 кадров (24×36 мм), кассета «Инстаматик» имела до 24 кадров размером 24×24 мм.
Для сравнения: стандартная плёнка типа 135 имела длину 1,65 м и была официально рассчитана на 36 кадров размером 24×36 мм. Умело заряжая пленку в фотоаппарат, можно было снять на пару кадров больше.

#### Сходства
Все три типа фотоплёнок: «Рапид», плёнка типа 126 и плёнка типа 135 имеют ширину 35 миллиметров и могут быть обработаны на одной проявочной машине (в минифотолаборатории).

## Фотоаппараты «Рапид»
- Iso-Rapid I — простейшие фотоаппараты начального уровня. На всех моделях установлен жестковстроенный объектив. Камеры имели единственную выдержку и два значения диафрагмы f/11 и f/8. Центральный синхроконтакт для подключения фотовспышки. Для воспламенения одноразовых вспышек в корпус камеры устанавливалась батарейка. На ранних моделях — спусковая клавиша на передней панели фотоаппарата, на поздних — спусковая кнопка на верхней панели. Стоимость Iso-Rapid составляла 26,50 DM.
- Iso-Rapid F (F сокращённо «Flash», фотовспышка) — модификация Iso-Rapid I с изменённой конструкцией крепления фотовспышки. Для установки 6-вольтовой батарейки снималась нижняя панель фотоаппарата. Камера стоила 49 DM.
- Iso-Rapid C — фотоаппарат рассчитан на установку четырёхразовых фотовспышек в корпусе кубической формы (C означает «Cube»). В стеклянной колбе, заполненной кислородом, находилась магниевая или алюминиевая фольга, воспламенявшаяся электрическим разрядом от размещённой в корпусе фотоаппарата батарейки. Четыре лампочки с рефлекторами объединялись в общий корпус кубической формы (размером 3×3×3 см) с электрическими разъёмами, при перемотке плёнки «свежая» лампочка автоматически вставала на место сгоревшей. После четырёх вспышек кубик заменялся на новый. Стоимость Iso-Rapid C составляла 63 DM.
- Moto-Rapid C — модификация Iso-Rapid C с встроенным пружинным моторным приводом. Выпущен в малом количестве, фотоаппарат стоил 98 DM.
- Isomat Rapid — фотоаппараты с единственной выдержкой 1/70 сек. На поздних моделях добавлена выдержка 1/30 сек. при съёмке с фотовспышкой. Значения диафрагмы f/4,5 — f/22 устанавливались по сопряжённому селеновому экспонометру. В поле зрения видоискателя виден символ красного или зелёного цвета, информирующий о недостатке или избытке света. Фокусировка по шкале расстояний и их символов.
- Optima Rapid — высшие модели Agfa с зарядкой «Рапид» появились в 1965 году. Фотоаппараты унифицированы с камерами Optima (плёнка типа 135). Optima Rapid — программные автоматы, экспонометрическое устройство на селеновом фотоэлементе, в поле зрения видоискателя индикация о правильной установке экспозиции. Корпус камер металлический, спусковая клавиша на передней панели, курок взвода затвора и перемотки плёнки — на нижней. На фотоаппаратах стоял четырёхлинзовый объектив Solinar 2,8/40 мм или аналогичные. На выставке Photokina 1966 были представлены четыре камеры в усовершенствованном корпусе, спусковая кнопка была перенесена на верхнюю панель:
  - Optima 100 °C с объективом Agnar 4,5/38 мм, фотовспышка «куб»;
  - Optima 125 °C с четырёхлинзовым объективом Apotar 2,8/45 мм, фотовспышка «куб», стоимость камеры 179 DM.
  - Optima 500 V с трёхлинзовым объективом, минимальная выдержка 1/500 сек (298 DM). Optima 500 V идентична камере Kodak Instamatic 500, разработанной тоже в Германии.
  - Rapid Optima 250 V с трёхлинзовым объективом Apotar 2,8/35 мм (228 DM).
- Silette Rapid — фотоаппараты Agfa Silette, адаптированные под кассеты «Рапид». Сложные и технически совершенные камеры, со светосильными объективами, фотографические затворы с большим диапазоном выдержек, некоторые модели имели селеновый экспонометр и сенсорный (электронный) спуск. Выпущены в малом количестве.
- Демонстрационные экземпляры. Чтобы продемонстрировать покупателям преимущества новой системы зарядки фотоплёнки фирма Agfa выпускала для магазинов фотоаппараты с задней стенкой, сделанной из прозрачной пластмассы. Камера поставлялась в виде набора: пластиковый ящик для хранения, рекламные диапозитивы и набор рекламных открыток размером 9×9 см, для удобства показа сложенный «гармошкой».

## «Рапид-клуб»
Фирма Agfa, подобно фирме Kodak, распространяла свой стандарт «Рапид» с тем, чтобы другие производители начали выпуск камер этой системы. Некоторое количество фотоаппаратов было выпущено сторонними производителями, однако затем они перешли на систему Instamatic. В конце концов и Agfa в 1967 году выпустила свой первый фотоаппарат этого стандарта, а в 1972 году окончательно перешла на фотоплёнку «тип 126», продолжая выпускать малоформатные фотоаппараты для плёнки «тип 135».

Тем не менее, фотоаппаратов «Agfa» системы «Рапид» было продано около 5 миллионов экземпляров.

## Система SL
В Германской Демократической Республике фотоаппараты с кассетной зарядкой «Рапид» выпускались с 1970 года, имели обозначение SL-System (Schnell Lade System). Выпускались недорогие модели Beirette SL, Pentacon Elektra (размер кадра 24×36 мм) и полуформатные (18×24 мм, 24 кадра на плёнке) Penti, Penti II с селеновым экспонометром.
В СССР на Ленинградском оптико-механическом объединении с 1968 по 1977 год выпускался шкальный фотоаппарат с ручной установкой экспозиции «Смена-Рапид» («Смена-SL», модифицированный вариант). Фотоаппаратов «Смена-Рапид» и «Смена-SL» было выпущено 597 935 штук.
На Красногорском механическом заводе с 1967 по 1968 год в количестве 7 200 экз. выпущен шкальный полуформатный фотоаппарат с автоматической установкой экспозиции «Зоркий-12» (приоритет единственной выдержки).
В СССР «Смена-Рапид» («Смена-SL») и «Зоркий-12» распространения не получили, так как пленка к ним почти не появлялась в продаже. Большинство выпущенных фотоаппаратов было поставлено за рубеж.